# Fundación de Francia

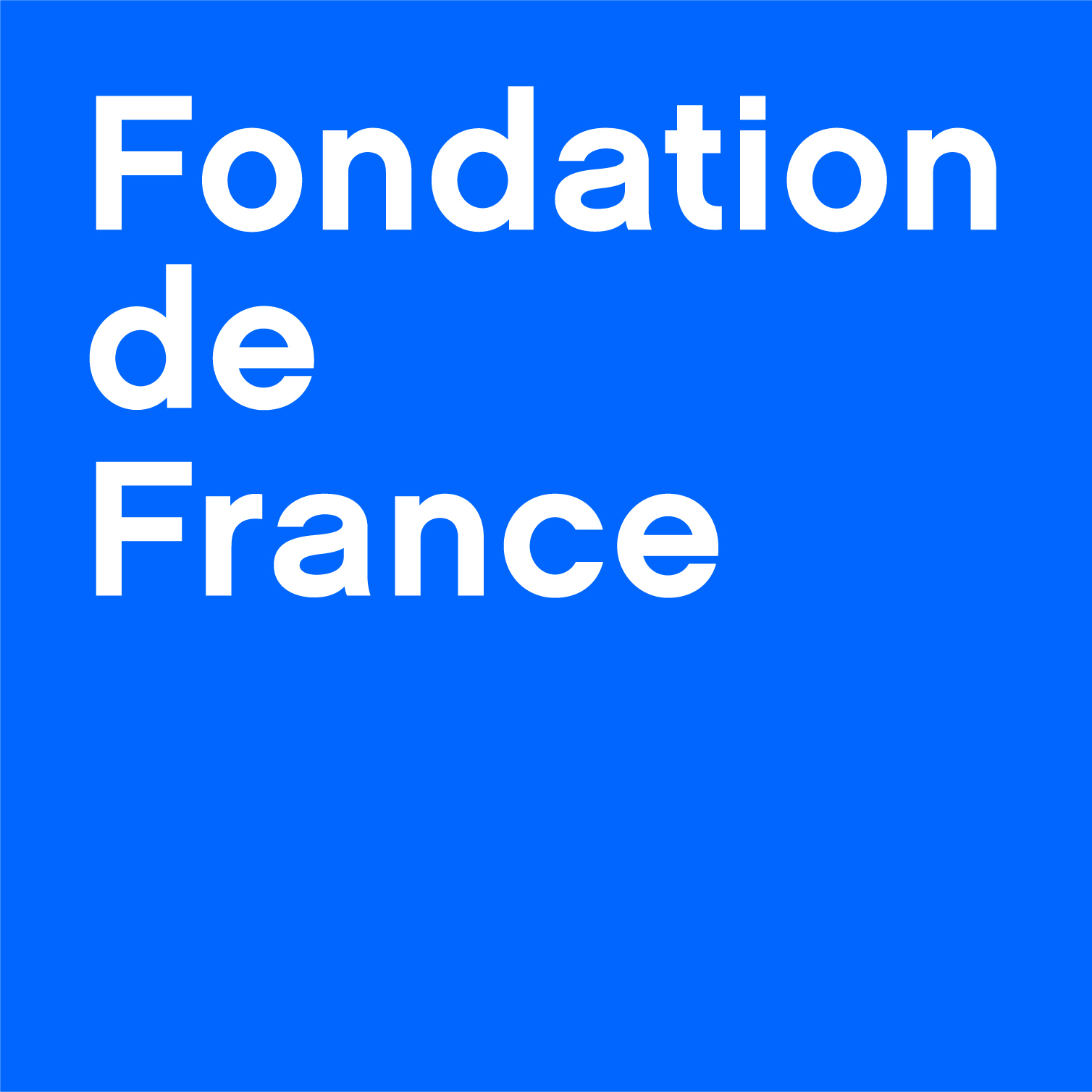
Logotipo de la Fundación de Francia

La Fondation de France («Fundación de Francia») es una organización privada independiente, reconocida de utilidad pública, creada a instancias de Charles de Gaulle y André Malraux con el fin de estimular y fomentar el crecimiento de la filantropía en Francia.

## Historia
La fundación fue establecida en 1969 para animar el crecimiento de todas las formas de filantropía privada.
La fundación permite a individuos o a las compañías crear entidades filantrópicas de las noticias bajo imprimátur del Fondation de Francia.
La fundación ha estado implicada en áreas específicas -- en el mayor o lisiado, el ventaja de niños, salud, investigación médica y científica, cultura y el ambiente.
La fundación promueve profesionalismo en la gerencia de empresas filantrópicas en Francia y Europa.

## Presidentes
| - Pierre Massé : 1969-1973 - Maurice Schumann: 1973-1974 - Roger Seydoux de Clausonne : 1975-1983 - Pierre Giraudet: 1983-1991 - Olivier Philip: 1991-1997 | - Jean Dromer: 1997-1998 - Hubert Curien: 1998-2000 - Bertrand Dufourcq: 2000-2007 - Yves Sabouret: 2007- present |